# Фредрик Баєр
Фредрік Баєр (дан. Fredrik Bajer; 21 квітня 1837 — 22 січня 1922) — данський письменник, пацифіст і політичний діяч, лауреат Нобелівської премії миру (1908).

## Біографія

### Юність
Народився в Вестер-Егеде в родині священник Альфреда Баєра (в 1865 р. Беєр змінив своє прізвище). У 11-річному віці він вступив до школи-інтернату (Академію Соре). Баєр писав у своїх мемуарах, що він був досить лінивим учнем і чимало намучився через класичні мови. Водночас він захоплювався військовою історією і особистістю Наполеона Бонапарта. У 1854 р. вступив до Національного кадетського корпусу в Копенгагені, два роки по тому йому було присвоєно чин лейтенанта кавалерії.

### Військова служба
З 1856 по 1864 р. служив у данській армії, в цей термін увійшло і підвищення кваліфікації в іншій військовій школі. Зацікавившись соціальними проблемами, Баєр написав низку статей про освіту; тоді ж вивчив французьку, норвезьку та шведську мови. Під час війни 1864 р., в яку переросла суперечка за герцогства Шлезвіг і Гольштейн, прусські сили зломили опір данської армії. За сміливість Баєр був підвищений в чині, але особисте знайомство з жахами війни змусило його відмовитися від романтичного погляду на професію військового і розбудило інтерес до пацифізму.

### Початок пацифістської діяльності
Післявоєнне скорочення збройних сил Данії торкнулося і Баєра, змусивши його відкласти весілля з Матільдою Шлютер, з якою він був заручений. У пошуках засобів до існування Баєр почав викладати та писати статті для газет. Розвивалися його пацифістські погляди. У 1867 р. під впливом праць Фредеріка Пассі він спробував створити в Данії суспільство миру, але цей проєкт з обуренням зустріли тими данцями, які не могли змиритися з поразкою від Пруссії. Тоді Баєр захопився ідеєю про те, що заміна монархій республіками сприятиме справі миру в Скандинавії. У 1870 р. він заснував Асоціацію скандинавських вільних держав, яка ставила за мету об'єднання північних народів у федерацію, що могло б послужити моделлю для інших націй. У наступному році Баєр і його дружина, переконані, що політична емансипація жінок сприяє оздоровленню суспільства, організували Данську асоціацію жінок, що стала важливим інструментом у досягненні політичної рівності статей.

### Політична діяльність
Логіка діяльності Баєра невдовзі привела його у політику, і 1872 року він переміг на виборах в нижню палату данського парламенту, представляючи ліберальну партію. Крісло в парламенті він зберігав за собою до 1895 року, чимало сприяючи прогресу в області жіночого права, зниження військових витрат і світу.
1875 року Баєр написав статтю, про небезпеки, які загрожували б жителям  Скандинавії в майбутніх європейських війнах. Він вказав на те, що близькість скандинавських країн до проток, що з'єднує Північне море з Балтійським, неминуче приверне до них увагу ворогуючих сторін. Небезпеки можна було б уникнути завдяки міжнародному договору, що гарантує нейтралітет Скандинавії. Щоб досягти цієї мети, Баєр у 1882 р. заснував Асоціацію нейтралітету Данії (пізніше Данське товариство миру), яка стала для нього не просто трибуною для викладу своїх поглядів, але багато в чому полегшила його прагнення до загального миру.
Баєр був єдиним данцем на установчій сесії Міжпарламентської союзу в 1889 р. Заснований Вільямом Крамером і Пассі, союз повинен був сприяти справі миру за допомогою зустрічей і дискусій європейських парламентаріїв. Колеги по данському парламенту спочатку сміялися над Баєром, але в 1891 р. після тривалих переговорів йому вдалося сформувати міжпарламентську групу. На виборах 1893 року Баєра обрали до Ради Міжпарламентського союзу, де він представляв Норвегію, Данію та Швецію.
1890 року на Міжнародному конгресі миру в Лондоні Баєр запропонував створити міжнародне бюро для обміну інформацією та пошуку мирних рішень конфліктів між державами. Зібравшись у наступному році на 3-й конгрес в Римі, делегати схвалили пропозицію Баєра і створили Міжнародне бюро миру в Берні (Швейцарія) під керівництвом Елі Дюкоммена. Баєр став першим головою правління, займаючи цей пост до 1907 р.
Водночас його пацифістська діяльність здобувала все нових прихильників в Данії. У 1893 р. Данське товариство миру зібрало понад 240 тис. підписів під антивоєнною відозвою. Пропаганда арбітражу увінчалася деяким успіхом у 1904–1905 рр..: Данія підписала відповідні договори з Португалією, Італією та Нідерландами.
Мрія Баєра про створення Скандинавського міжпарламентського союзу для зміцнення регіональної співпраці збулася в 1908 р. У цьому ж році він був ушанований Нобелівською премією миру. Прийняти премію особисто Баєр не зміг через хворобу, але в травні наступного року він представив Норвезькому Нобелівському комітету свою Нобелівську лекцію. Підкреслюючи значення міжнародного права для вирішення суперечок, він зазначив: 
| «Іноді доводиться чути, що договори втрачають всяке значення з початком війни ... Це мілітаристський погляд, з яким пацифіст миритися не може. Ми повинні зробити все можливе, щоб ідея закону перемогла ». |
У багатьох публікаціях Баєр наполягав на тому, щоб Данія незмінно дотримувалася політики нейтралітету. Цей заклик безперечно зіграв свою роль в тому, що з початком першої світової війни Данія оголосила про нейтралітет. Попри наростання загрози війни по всій Європі, Баєр зберігав оптимізм. «У справі миру тепер куди більше роботи, ніж коли б то не було», — говорив він. Хворіючи на важку хворобу, Баєр продовжував підтримувати контакти з пацифістами різних країн під час війни й пізніше. Після його смерті 22 січня 1922 року, його справу продовжувала дружина.